# 孙冶方
孙冶方（1908年10月24日—1983年2月22日），原名薛萼果，又名孙勉之、宋亮，笔名孙冶方，男，江苏无锡人，中国马克思主义经济学家，曾任中国国家统计局副局长。

## 生平
淸光绪三十四年九月三十日，孙冶方生于江苏省无锡北郊礼社镇（当时礼社为镇级建制，又名礼舍镇。建国后后属玉祁镇），14岁考取无锡县立第一高等小学，受身为共产党员的老师张志和（张效良）影响，接受共产主义思想。1924年，15岁，经董亦湘介绍加入中国共产党。
1920年代就读于无锡公益工商学校（专科中学）。成为无锡第一任共青团负责人和第一任共产党党支部书记。1925年中学没毕业，被中国共产党选派到苏联莫斯科中山大学学习，毕业后留校和在莫斯科东方劳动者大学任政治经济学讲课翻译，同学中有邓小平和叶剑英等。因党内王明宗派主义和肃反扩大化的错误，孙冶方被给予「最后警告处分」，1930年9月被遣送回中国。
1930年返回中国后参与组织「中国农村经济研究会」，1930年代与薛暮桥合办《中国农村》杂志。其间读了不少西方现代经济理论著作，并在陈翰笙博士指导下掌握了经济研究和调查的方法。
1937年上海被日軍佔領，在租界「孤岛」担任江苏省文委书记，领导和从事文艺界抗日活動。
1950年代至1980年代历任上海军管会重工业处处长、上海财经学院（今上海财经大学）院长、中国国家统计局副局长、中国科学院经济研究所所长、全国五届政协委员、中国共产党十二大代表、中央顾问委员会委员、国务院学位委员会评议组成员。
1964年因《红旗》杂志的杨坚白、张卓元等人的《生产价格论》一文被打成「张（闻天）孙反党联盟」，并被撤销一切职务。
文革期间曾蒙冤入秦城监狱7年，是《红旗》杂志批判的“利润挂帅”的代表人物。在狱中打《社会主义经济学》腹稿85遍，去世前在助手们的配合下仍未完成该书。
1979年在计委经济研究所和社科院经济研究所举办的经济学界无锡会议上提出解放思想：「不怕受批评、不怕撤职、不怕开除党籍、不怕离婚、不怕杀头」。
1980年代逝世前任中国社科院顾问、经济研究所名誉所长。
1983年去世。葬于无锡太湖。

## 家族
孙冶方出身无锡礼舍薛氏。父亲曾工作于无锡荣氏家族的企业，兄薛明剑为民族资本家。叔伯兄弟薛暮桥为经济学家。
妻子洪克平，养女李昭。

## 学术成就
对斯大林《苏联社会主义经济问题》提出系统质疑的中国经济界第一人，对传统计划经济体制弊端深入分析和解剖，批判苏联经济体制，主持建立了中国文革后的物价管理制度。
1983年逝世于北京。他在逝世前论述了实行商品经济的必然性，针对中国大陆当时的经济体制状况提出财税、金融、价格、外贸和国有企业的体制改革方案。
孙冶方与于光远、薛暮桥、马洪等经济学家力主实行社会主义市场经济体制。

## 学术风格和观点
- 提出社会主义企业的「分权模式」：扩大再生产权力归国家，简单再生产权力归企业
- 主张抽象法，认为社会主义经济中价值与价格一致，抽象掉了社会必要劳动量的统计过程，有脱离实际统计数据的倾向
- 反对长官经济、命令经济，主张技术更精密、计算更精确的计划经济
- 只承认产品经济，而不承认商品经济
- 强调价值规律，但仅仅是把价值规律建立在产品经济，而非商品经济的基础之上
- 不赞成通过自由市场，通过竞争来决定价格
- 认为价格不是由供求关系决定，是由生产价格决定的，而生产价格是可以通过计算而被掌握的
- 不承认企业是商品生产者，不承认人们的经济利益差别，从根本上排斥市场机制
- 坚持「利润是考核企业经营好坏的综合指标」，坐牢也不放弃该观点

## 孙冶方经济学基金会
于光远、薛暮桥、徐雪寒等55位经济学家发起成立"孙冶方经济学基金会"，孙冶方经济科学奖是中国大陆经济学界最高奖项。

## 主要著作和文章

### 1930年代
- 《农村经济的对象》
- 《论农村调查中农户分类方法》
- 《私有、村有、国有? 》
- 《如何维护民族工业》
- 《论财政资本——帝国主义》

### 1950年代
- 《把计划和统计放在价值规律的基础上》
- 《从“总产值”谈起》

### 1960年代
- 《关于等价交换原则和价格政策》
- 《固定资产管理制度和社会主义再生产问题》
- 《社会主义计划经济管理体制中的利润指标》

### 1970年代至逝世
- 《价值规律的内因论和外因论》
- 《社会主义经济的若干理论问题》
- 《社会主义经济的若干理论问题(续集)》
- 《社会主义的若干理论问题》
- 《重视理论，提倡民主，尊重科学》
- 《关于改革我国经济管理体制的几点意见》
- 《孙冶方选集》
- 《中国社会性质的若干理论问题》
- 《社会主义经济论大纲》
- 《忘记过去就意味着背叛》
- 《二十年翻番不仅有政治保证而且有技术保证，兼论“基数大、速度低”不是规律》